# 和歌山下津港
和歌山下津港（わかやましもつこう）は、和歌山県和歌山市・海南市・有田市にまたがる港湾。港湾管理者は和歌山県。港湾法上の国際拠点港湾（旧・特定重要港湾）、港則法上の特定港に指定されている。また、和歌山県によって拠点港(防災拠点港)に指定されている。
田倉崎（和歌山市加太）と地ノ島（有田市初島町浜）北端を結んだ線および同南端と宮崎ノ鼻（有田市宮崎町）を結んだ線より東側（ただし、漁港等を除く）を港湾区域とする。紀ノ川の北島橋より下流、有田川の安諦橋より下流もそれぞれ港湾区域に含まれる。
和歌山下津港で取り扱われているコンテナ量の約半分は、アメリカや東南アジアからタンカーで花王和歌山工場に運ばれてくる動物油や植物油などの原料となっている。
和歌山本港区から和歌浦・海南港区にかけての一帯は2015年12月17日にみなとオアシスに登録され、和歌の浦アート・キューブを基本施設とするみなとオアシス和歌山として観光・交流拠点となっている。

## 歴史
- 1948年（昭和23年）1月1日 - 現在の和歌山北港区から下津港区までを和歌山下津港として開港に指定
- 1951年（昭和26年）1月19日 - 重要港湾に指定
- 1964年（昭和39年） - 現在の有田港区を編入
- 1965年（昭和40年）
  - 4月1日 - 特定重要港湾（現・国際拠点港湾）に昇格
  - 9月10日 - 台風第23号の強風により、港内の弁天島付近でタンカー（348トン）が沈没、8人が死亡[5]。

## 主な施設

### 和歌山北港区
紀ノ川右岸。日本製鉄関西製鉄所和歌山地区（和歌山）が立地する。

### 和歌山本港区
紀ノ川左岸。古くは木材港として栄えた。花王の主力工場である和歌山工場が立地する。県内で唯一、コンテナ貨物を取り扱っており、ガントリークレーンが1基設置されている。コンテナ取扱量の約半分は花王和歌山工場への荷物である。
徳島小松島港の徳島港区（沖洲地区）とを結ぶ南海フェリーの和歌山港のりばがあり、南海和歌山港線和歌山港駅と連絡通路で直結する。

### 和歌浦・海南港区
毛見地区に和歌山マリーナシティ、船尾地区に日本製鉄関西製鉄所和歌山地区（海南）、藤白地区にENEOS和歌山石油精製がそれぞれ立地する。船尾地区に立地していた関西電力海南発電所は2019年4月1日に廃止された。

### 下津港区
かつて、紀伊國屋文左衛門が江戸に蜜柑（みかん）を運んだという説の船出の地。
古くは丸善石油（現コスモ石油）の石油精製工場が立地していた。現在はコスモ石油ルブリカンツ株式会社下津工場や高田機工などが立地する。

### 有田港区
ENEOS和歌山製造所が立地する。